# حانة

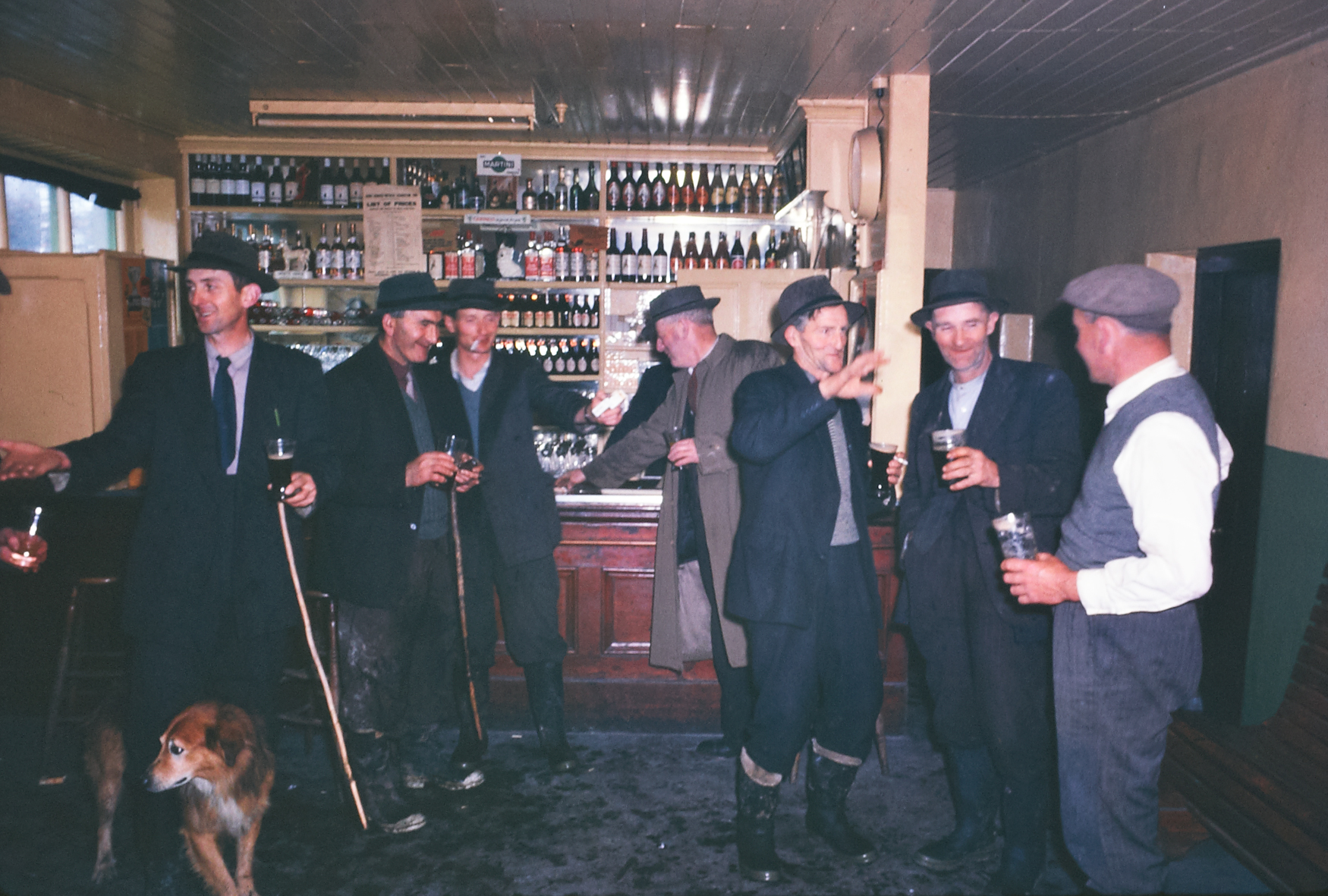
حانة

الحانة  هي مكان مخصص لبيع وشرب المشروبات الكحولية، بما في ذلك البيرة والمزر والويسكي والنبيذ بكل انواعه وغيرها من المشروبات سواء الكحولية منها أو الخالية من الكحول.
تنتشر الحانات في الدول الغربية، وهي قليلة إلى منعدمة الوجود في غالبية الدول العربية والإسلامية، بسبب حرمة شرب الخمر عند المسلمين.

## اقرأ أيضاً
- مشروبات كحولية
- جعة
- ويسكي
- محل خمور